# Селянчина Ганна Онуфріївна
Ганна Онуфріївна Селянчина (1920, селище Воловець, тепер Воловецького району Закарпатської області — 21 червня 2006, місто Ужгород Закарпатської області) — українська радянська діячка, вчителька, секретар Закарпатського обласного комітету ЛКСМУ. Депутат Верховної Ради УРСР 2-го скликання (1947—1951).

## Біографія
Народилася в родині залізничника. У 1938 році закінчила реальну гімназію.
З 1938 року учителювала в початковій школі села Нересниця Тячівського округу.
Мала незакінчену медичну освіту: навчалася в Кошице за спеціальністю «Педіатрія».
Після захоплення Закарпаття радянськими військами восени 1944 року стала членом Спілки молоді, була одним із організаторів молодіжних комуністичних організацій.
До 1946 року — секретар Воловецького окружного комітету комсомолу.
Член ВКП(б) з 1946 року.
У липні 1946 — 1948 року — секретар Закарпатського обласного комітету ЛКСМУ по школах і роботі серед шкільної молоді та піонерів.
У вересні 1948 — серпні 1952 року — директор Довжанської середньої школи Іршавського району Закарпатської області. Викладала німецьку мову.
Закінчила Київський інститут іноземних мов. Вільно володіла німецькою, англійською, угорською, чеською, словацькою, французькою мовами. Досконало знала латинь.
У 1955 — 1957 роках — директор Великолучківської середньої школи Мукачівського району Закарпатської області.
З 1957 по 1973 рік — директор середньої школи № 3 міста Хуст Закарпатської області.
Потім — на пенсії.
Померла 21 червня 2006 року. Похована в місті Ужгороді на кладовищі Кальварія.

## Родина
Батько Селянчин Онуфрій, мати Кинів Гафія. Також в родині були брат Василь, сестри Ольга та Єлизавета.
Була одружена, чоловік Худинець Павло Іванович, 1913 року народження, комісар партизанського загону «За свободу Чехословаччини». 
Діти: Наталія Павлівна Самусь 1947 р.н. та Людмила Павлівна Микитчина 1955 р.н. Також виховала трьох дітей від першого шлюбу чоловіка: Стегней Марію Павлівну, Хохлову Ольгу Павлівну та Худинець Павла Павловича. Крім своїх дітей, взяла на виховання і дітей-сиріт. Серед них Якоб Василь, який став деканом факультету КТІЛП. 